# Redenção
Redenção, no cristianismo, é a crença na libertação do homem por meio do sacrifício de Jesus Cristo.

## Outras religiões
A ideia de uma libertação dos males e do sofrimento ocorre também em outras religiões, de formas que podem ser vistas como paralelas à redenção cristã. Assim, o islamismo, mesmo não compartilhando com o cristianismo o conceito do pecado original, acredita que todo homem nasce precisando de salvação, que só pode ser obtida pela fé e submissão a Deus. No hinduísmo, o "moksha" ou "mukti" é entendido como libertação do ciclo de renascimentos e da lei do carma. Já o budismo acredita na libertação do mundo das aparências (maya) por meio de um esforço pessoal ao longo de um caminho de oito etapas: perfeito entendimento, perfeita intenção, perfeita fala, perfeita conduta, perfeita ocupação, perfeito esforço, perfeita contemplação e perfeita concentração (Vinayana Pitaka).